# Gylippus arikani
Espèce
Gylippus arikani est une espèce de solifuges de la famille des Gylippidae.

## Distribution
Cette espèce est endémique de Turquie. Elle se rencontre dans les provinces d'İzmir et de Manisa.

## Description
Le mâle holotype mesure 17,31 mm et la femelle paratype 19,05 mm.

## Étymologie
Cette espèce est nommée en l'honneur d'Hüseyin Arikan.

## Publication originale
- Koç & Erdek, 2021 : « Gylippus (Paragylippus) arikani sp. nov. (Solifugae: Gylippidae: Gylippinae) from Turkey with comparative remarks on the species of the subgenus Gylippus (Paragylippus) Roewer. » Serket, vol. 71, no 2, p. 350-359.